# Christian Gottlieb Kluge der Ältere
Christian Gottlieb Kluge der Ältere, auch: Cluge, (* 11. Januar 1699 in Nerchau; † 3. Mai 1759 in Wittenberg) war ein deutscher evangelischer Theologe.

## Leben
Geboren als Sohn des Pfarrers Gottfried Kluge, absolvierte er ab dem 13. März 1713 seine Ausbildung an der Fürstenschule in Grimma. 1719 bezieht er die Universität Wittenberg, wo er sich 1721 den akademischen Grad eines Magisters der Philosophie erwirbt. Nachdem er sich an der Wittenberger Hochschule 1724 die Vorleseerlaubnis in Form eines Magister legens erworben hatte, wirkte er von 1725 als Schulrektor in Frankenhausen.
1729 wird Kluge als dritter Diakon an der Wittenberger Stadtkirche ordiniert und wird dort 1732 Archidiakon. Er absolviert 1734 das Lizentiat der Theologie und promoviert 1737 zum Doktor der Theologie.

## Familie
Genealogisch wäre anzumerken, dass er sich mit der aus Frankenhausen stammenden Kaufmanns- und Bürgermeistertochter Susanna Magarethe (Maria) Seuberlich (Säuberlich) († 23. März 1770) vermählt hatte. Aus dieser Ehe gingen drei Söhne und zwei Töchter hervor. Bekannt sind:
- Christian August Kluge (* 16. Mai 1731 in Wittenberg) war später 3. Diacon an der Wittenberger Stadtkirche
- Johann Friedrich Kluge (um 1737 in Wittenberg) wurde Klosterprediger in Weißenfels
- Christian Gottlieb Kluge der Jüngere (* 6. August 1742 in Wittenberg) D. Theol. Pf. St. Afra in Meißen
- Justina Susanna Kluge heiratete Friedrich Ernst Bauer, Oberpfarrer in Schlieben
- Elenora Sophia Kluge, heiratete am 7. Januar 1772 in Bad Schmiedeberg Friedrich Erdmann Hempel, praktischer Mediziner und Apotheker in Schmiedeberg

## Werke
- Progr. de antiquitate et origine ritus, quó infantes ante baptismum de fide interrogamus. Frankenhausen 1789.[1]
- Commentationis Theologicae De Vsv Formvlae Qva Interrogamvs Infantes Ante Sacram Lotionem De Fide. (Praes. Chrostoph Heinrich Zeibich)  Eichsfeld, Wittenberg 1734. (Digitalisat)
- Historische Nachricht von dem neuen Nordhausischen Gesangbuche, und denen deshalb herausgekommenen Schriften, nebst einem Vorberichte. Zimmermann, Wittenberg 1737. (Digitalisat)
- Singularia tbeologiae Carpovianae in loco de creatione. 2 Bände. Henning, Wittenberg 1738–1739. (Christian Gottlieb Clug)
- Christian Gottlieb Klugens, der heiligen Schrifft Doctoris, und Archi-Diaconi zu Wittenberg, Anmerckungen über den Vorbericht und die Vorrede zu den Reinbeckischen Gedancken von der vernünfftigen Seele und der Unsterblichkeit derselben, in welchen wider die Verfasser, wie auch überhaupt wider die neuere Weltweißheit, Verschiedenes offenhertzig erinnert wird. 2 Bände. Eichsfeld. Leipzig/Wittenberg 1740–1742. (Digitalisat Band 1)
- Vindiciae Hutterianae, seu Díssertatio apologetica, qua Leonardus Hutterus a Petri Baelii, Godofredi Arnoldi, et novelli censorís, criminatione vindicatur. Eichsfeld, Wittenberg 1743. (Digitalisat)
- De baptismo Adami commentatio theologica qua simul argumentum de tunicis pelliceis primorum hominum Paullo Uberius enarratur et cogitata profana de peccato originis nuper admodum in linguam germanicam transfusa breviter strictimque confutantur. Schwartz, Wittenberg 1746. (Digitalisat)
- Diatribe epistolica de scriptis Io. Lyseri ad tuendam suadendamque polygamiam editis. Ad Virvm Maxime Reverendvm Io. Ioach. Gottlob Am-Ende Pastorem Et Svperintendentem Fribvrgensem Perscripta. Tzschiedrich, Wittenberg 1748. (Digitalisat)
- De prophetia scripturam propriam non dissolvente ad II, Petr. I 20 commentation exegetica. Tzschiedrich,  Wittenberg 1751. (Digitalisat)
- De interpretatione prophetiae propriam ipsius scripturam dissolvente commentatio exegetica. Eichsfeld, Wittenberg 1754. (Digitalisat)